# Lega Nazionale A 2008 (football americano)
La Lega Nazionale A 2008 è stata la 23ª edizione del campionato di football americano di primo livello, organizzato dalla SAFV.

## Squadre partecipanti
| Club                    | Città      | Stadio | Sponsor ufficiale | Risultato nella stagione 2007 |
| ----------------------- | ---------- | ------ | ----------------- | ----------------------------- |
| Bern Grizzlies          | Berna      |        |                   | Vincitori XXII Swiss Bowl     |
| Gladiators Beider Basel | Basilea    |        |                   | Semifinalisti                 |
| Landquart Broncos       | Igis       |        |                   | Vincitori Lega B              |
| Winterthur Warriors     | Winterthur |        |                   | Finalisti                     |
| Zürich Renegades        | Zurigo     |        |                   | Semifinalisti                 |

## Stagione regolare

### Calendario

#### 1ª giornata
| Basilea 30 marzo 2008 | Gladiators Beider Basel | 13 – 29 | Bern Grizzlies | Stadio di atletica leggera Sankt Jakob |

#### 2ª giornata
| Basilea 6 aprile 2008  | Gladiators Beider Basel | 2 – 19      | Landquart Broncos | Stadio di atletica leggera Sankt Jakob |
| Allenatori Craig James |                         |             |                   |                                        |
|                        |                         |             |                   |                                        |
|                        | Allenatori              | Craig James |                   |                                        |

#### 3ª giornata
| Coira 13 aprile 2008   | Landquart Broncos | 7 – 19 | Bern Grizzlies | Stadion Ringstrasse |
| Craig James Allenatori |                   |        |                |                     |
|                        |                   |        |                |                     |
| Craig James            | Allenatori        |        |                |                     |

#### 4ª giornata
| Witikon 20 aprile 2008 | Zürich Renegades | 37 – 13 | Gladiators Beider Basel | Sportplatz Looren |

| Winterthur 20 aprile 2008 | Winterthur Warriors | 6 – 28      | Landquart Broncos | Sportplatz Deutweg |
| Allenatori Craig James    |                     |             |                   |                    |
|                           |                     |             |                   |                    |
|                           | Allenatori          | Craig James |                   |                    |

#### 5ª giornata
| Winterthur 26 aprile 2008 | Winterthur Warriors | 21 – 20 | Gladiators Beider Basel | Sportplatz Talgut |

| Witikon 27 aprile 2008 | Zürich Renegades | 28 – 15 | Bern Grizzlies | Sportplatz Looren |

#### 6ª giornata
| Berna 4 maggio 2008 | Bern Grizzlies | 14 – 10 | Winterthur Warriors | Sportplatz Schonau |

| Igis 4 maggio 2008     | Landquart Broncos | 28 – 21 | Zürich Renegades | Sportplatz Ried |
| Craig James Allenatori |                   |         |                  |                 |
|                        |                   |         |                  |                 |
| Craig James            | Allenatori        |         |                  |                 |

#### 7ª giornata
| Igis 12 maggio 2008    | Landquart Broncos | 28 – 25     | Winterthur Warriors | Sportplatz Ried |
| Allenatori Craig James |                   |             |                     |                 |
|                        |                   |             |                     |                 |
|                        | Allenatori        | Craig James |                     |                 |

| Basilea 12 maggio 2008 | Gladiators Beider Basel | 12 – 27 | Zürich Renegades | Stadio di atletica leggera Sankt Jakob |

#### 8ª giornata
| Witikon 18 maggio 2008 | Zürich Renegades | 28 – 16     | Landquart Broncos | Sportplatz Looren |
| Allenatori Craig James |                  |             |                   |                   |
|                        |                  |             |                   |                   |
|                        | Allenatori       | Craig James |                   |                   |

| Winterthur 18 maggio 2008 | Winterthur Warriors | 14 – 46 | Bern Grizzlies | Sportplatz Talgut |

#### 9ª giornata
| Pratteln 25 maggio 2008 | Gladiators Beider Basel | 24 – 28 | Winterthur Warriors | Stadion Sandgrube |

| Berna 25 maggio 2008   | Bern Grizzlies | 13 – 30 (0-14 7-13 0-0 6-3) | Landquart Broncos | Sportplatz Schonau |
| Allenatori Craig James |                |                             |                   |                    |
|                        |                |                             |                   |                    |
|                        | Allenatori     | Craig James                 |                   |                    |

#### 10ª giornata
| Winterthur 1º giugno 2008 | Winterthur Warriors | 12 – 34 | Zürich Renegades | Sportplatz Deutweg |

#### 11ª giornata
| Berna 8 giugno 2008 | Bern Grizzlies | 21 – 29 | Gladiators Beider Basel | Sportplatz Schonau |

| Witikon 8 giugno 2008 | Zürich Renegades | 61 – 12 | Winterthur Warriors | Sportplatz Looren |

#### 12ª giornata
| Coira 15 giugno 2008   | Landquart Broncos | 20 – 19 (7-0 7-7 0-12 6-0) | Gladiators Beider Basel | Stadion Ringstrasse (525 spett.) |
| Craig James Allenatori |                   |                            |                         |                                  |
|                        |                   |                            |                         |                                  |
| Craig James            | Allenatori        |                            |                         |                                  |

#### 13ª giornata
| Berna 15 giugno 2008 | Bern Grizzlies | 21 – 22 | Zürich Renegades | Sportplatz Schonau |

### Classifica
La classifica della regular season è la seguente:
- PCT = percentuale di vittorie, G = partite giocate, V = partite vinte, P = partite perse, PF = punti fatti, PS = punti subiti
- La qualificazione ai playoff è indicata in verde
- L'ultima classificata è relegata in Lega B 2009 (giallo)

| Pos. | Squadra                 | PCT  | G | V | P | PF  | PS  |
| ---- | ----------------------- | ---- | - | - | - | --- | --- |
| 1    | Zürich Renegades        | .875 | 8 | 7 | 1 | 258 | 129 |
| 2    | Landquart Broncos       | .750 | 8 | 6 | 2 | 176 | 133 |
| 3    | Bern Grizzlies          | .500 | 8 | 4 | 4 | 178 | 153 |
| 4    | Winterthur Warriors     | .250 | 8 | 2 | 6 | 128 | 255 |
| 5    | Gladiators Beider Basel | .125 | 8 | 1 | 7 | 132 | 202 |

## Playoff

### XXIII Swiss Bowl
| Berna 5 luglio 2008    | Zürich Renegades | 52 – 27     | Landquart Broncos | Stade de Suisse |
| Allenatori Craig James |                  |             |                   |                 |
|                        |                  |             |                   |                 |
|                        | Allenatori       | Craig James |                   |                 |

## Verdetti
- Zürich Renegades Campioni di Svizzera 2008
- Gladiators Beider Basel relegati in Lega B 2009